# D'Mente Común
D'Mente Común est un groupe péruvien de rock, originaire de Lima. Il est formé au début des années 1990, en décembre 1994. Il compte au total quatre albums studio : le premier, l'éponyme D'Mente Común, est une démo du groupe enregistrée en 1996 et publié en 1997. Après deux ans, ils entrent en studio pour enregistrer La Base del poder (1999).
En juillet 2001, ils participent au Rock en el Parque, pour lequel ils préparent un spectacle différent avec des reprises et invités importants tels que Octavio Castillo, claviériste du groupe péruvien Frágil. Ce concert qu'ils décident d'enregistrer est publié à la fin de la même année sous le titre de D'Mente en el Parque (2001). En 2002, la formation enregistre son quatrième album, Metamorfosis (2004). 

## Historique

### Débuts (1994–1998)
Après une fête, Jeremy et Daniel rentrent chez eux ; Jeremy s'assoit alors pour jouer de la batterie, et Daniel le suit immédiatement à la guitare. Oliver, réveillé par le bruit, rejoint le concert improvisé en jouant de la cloche à vache, des maracas, du parapluie, et de plusieurs instruments improvisés ; ils enregistrent la répétition et commencent à se réunir pour composer. En décembre 1994, ils montent pour la première fois sur scène. Ils débutent avec des reprises de Nirvana et Tool, notamment, puis commencent à enregistrer leurs propres morceaux.
À la mi-1996, ils enregistrent une démo dans l'atelier d'un ami de leurs parents. Ils profitent de cette opportunité et enregistrent tous les morceaux qu'ils avaient préparés. Cette démo finit par être leur lettre d'introduction au public et aux médias. Ils participent à ce qui sera les premiers et plus importants festivals de la scène rock péruvienne de l'époque, comme El Niño Malo (18 avril 1998), 50D-98 (6 juin 1998) et Inrockuptibles (14 novembre 1998) aux côtés notamment d'A.N.I.M.A.L. et du groupe français F.F.F. En 1998, ils produisent le clip du morceau I am Cholo, qui est diffusé en rotation sur la chaine MTV Latino.

### La Base del poder(1999–2001)
En 1999, le groupe entre en studio chez les frères Castillo Willis pour produire leur deuxième album. Il comprend des instruments à percussion (Laureano Rigol), trompette (Abel Paez), saxophone (Carlos Espinoza) et flûte traversière (Tavo Castillo). À la fin de l'année 2000, ils sortent le clip de La Base, qui sera également tourné sur la chaine MTV Latino, et dans différents concerts. 
En 2001, le groupe participe à l'une des éditions du festival Rock en el Parque, au Parque de la Exposición à Lima, pour laquelle le groupe décide de préparer un concert spécial qui comprend des reprises, et fait participer des musiciens invités comme Cristians, Chuchito, Reátegui, Octavio « Tavo » Castillo, à la guitare sur Far from Here et flûte traversière sur I am Cholo. L'ensemble du concert est enregistré en format audio et vidéo avec deux caméras, et publié sous le titre D'mente en el Parque.

### Metamorfosis(2002–2007)
En 2002 commence le processus de composition et de production de l'album Metamorfosis, qui est affecté par des changements majeurs. Cet album est entièrement enregistré en studio et réunit des musiciens invités comme Omar Pizarro (voix sur Sin miedo), Pauchi Sasaki (violon sur Al final), Magaly Luque (violoncelle sur Al final), Tavo Castillo (clavier sur Trio, guitare sur Identidad, quenacho sur Culpas) et est présenté au pub La Noche de Barranco le 4 mars 2004. Jusqu'en 2007, le groupe voyage à travers Lima et dans quelques provinces.

### Abstinence (2007–2012)
En 2007, le groupe décide d'entrer dans une période dite d'inactivité (ou d'« abstinence », selon le terme du groupe), durant laquelle ils minimisent l'activité du groupe.
En 2009, ils jouent deux concerts : le premier, Celebración por los 15 años, se déroule le 16 décembre à La Noche de Barranco,, et le deuxième au Made in Rock le 14 février ; festival qui a marqué le retour du groupe Por Hablar. Enfin, cette période se termine en 2012 lorsqu'ils décident d'entrer de nouveau en studio pour entamer les enregistrements de leur quatrième album.

### Suites (depuis 2012)
Le 23 février 2013, ils sont  invités avec 3 Al Hilo, Zevendey et Cholopower à partager la scène au bar Etnias (Plaza San Martín).
Le 27 août 2014, ils ouvrent pour le groupe américain P.O.D. à la discothèque Centrica du centre de Lima ; une demi-heure avant la présentation du groupe, ils sortent pour se montrer sur le stand,,,.
En novembre, ils sortent leur premier EP intitulé Familia", composé de deux nouvelles chansons et d'une nouvelle version de leur chanson emblématique I am Cholo. Cet EP estdistribué à travers certains réseaux sociaux et sites web comme Spotify et Bandcamp.
Le 13 décembre, ils célèbrent leurs 20 ans de carrière au Yield Rock (Lima),.
Le 28 janvier 2015, ils publient le clip de la chanson Familia sur YouTube. Le clip est réalisé à la fin de 2014 par Santino de la Tore (ConceptVids), qui avait également réalisé la dernière vidéo de Frágil jusqu'à cette date. Cependant, ils décident de le publier seulement l'année suivante,,. Le 1er août, ils participent à l'Acido Fest, un festival de rock indépendant organisé au Super Complejo de Los Olivos. Ils partagent la scène avec notamment Boom Boom Kid, Allison, Frágil, Cementerio Club, et Psicosis,.
Le 3 décembre 2016, avec des groupes comme 6 Voltios, Serial Asesino et Cerebro de Marcus, ils célèbrent leurs 22 ans de carrière au Club Cajamarca (Plaza Bolognesi).
Le 8 avril 2017, avec d'autres groupes péruviens tels que Rafo Ráez y Los Paranoias, Lucho Quequezan, François Peglau, Laguna Pai et Cuchillazo, ils participent au festival Una Sola Fuerza. Le 14 avril 2017, DMente Común lance son nouveau clip vidéo officiel, Nunca más, en avant-première de leur prochain album.

## Discographie

### Albums studio
- 1997 : D'Mente Común
- 1999 : La Base del poder'
- 2004 : Metamorfosis

### EP
- 2014 : Familia

### Albums live
- 2004 : D’Mente en el Parque

## Membres
- Jeremy Castillo Willis - batterie, chant
- Oliver Castillo Willis - basse, chant
- Daniel Willis - guitare, chant